# Nanping
Nanping (南平 ; pinyin : Nánpíng) est une ville du nord-ouest de la province du Fujian en Chine.

## Subdivisions administratives
La ville-préfecture de Nanping exerce sa juridiction sur dix subdivisions - un district, quatre villes-districts et cinq xian :
- le district de Yanping - 延平区 Yánpíng Qū ;
- la ville de Shaowu - 邵武市 Shàowǔ Shì ;
- la ville de Wuyishan - 武夷山市 Wǔyíshān Shì ;
- la ville de Jian'ou - 建瓯市 Jiàn'ōu Shì ;
- la ville de Jianyang - 建阳市 Jiànyáng Shì ;
- le xian de Shunchang - 顺昌县 Shùnchāng Xiàn ;
- le xian de Pucheng - 浦城县 Pǔchéng Xiàn ;
- le xian de Guangze - 光泽县 Guāngzé Xiàn ;
- le xian de Songxi - 松溪县 Sōngxī Xiàn ;
- le xian de Zhenghe - 政和县 Zhènghé Xiàn.

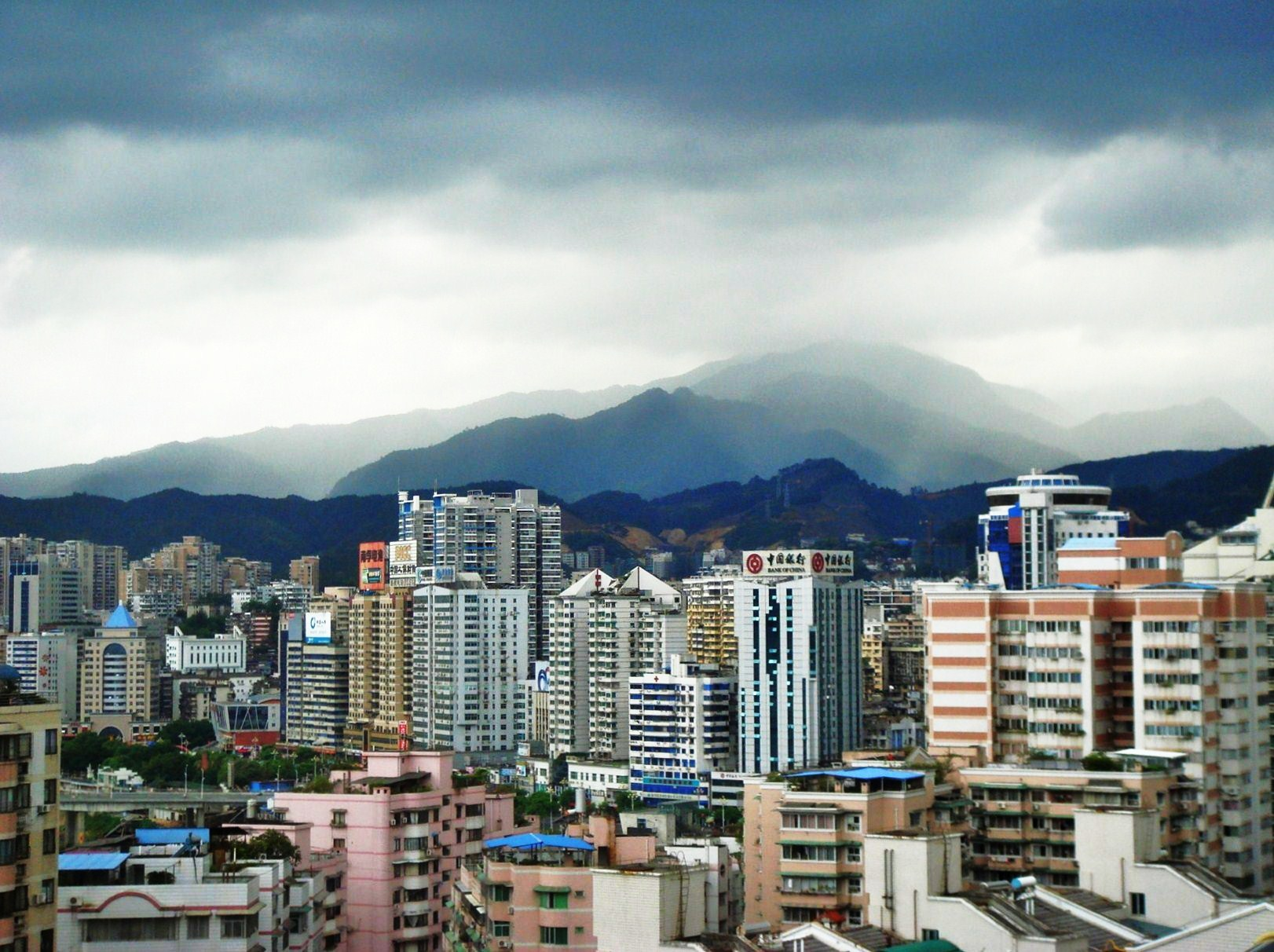
Bâtiments et brume sur les collines

## Description
Situé dans la région de Wannan, à côté de Yixian et à proximité du village de Hongcun, ce village, considéré comme l'un des plus beaux de la région, a conservé quelque 300 anciennes résidences des dynasties Ming et Qing.
Dans le temple des ancêtres du village des Ye, on tient une cérémonie traditionnelle en l’honneur du moine Huian, héros qui, trois cents ans auparavant, a sauvé la vie des habitants du village. C’est une cérémonie de sacrifice grandiose, remplie de gratitude. On prépare avec le papier coloré des lanternes, lions, licornes, éléphants et bœufs —tous ces fétiches sont censés chasser les mauvais esprits.
La cérémonie débute par la tournée des arhats ; la procession passe de porte en porte, à travers tout le village, jusqu’à ce que la lune se lève.
Tout se déroule exactement comme autrefois, à la manière des ancêtres. Les personnes âgées sont les seules à conserver le souvenir du passé, et à mémoriser les pratiques anciennes. Elles peignent avec soin les visages des enfants. Au son des tambours, de jeunes arhats, le torse nu, font leur apparition sur la scène ; sans parler ni chanter, ils prennent des poses différentes (ou font la pyramide humaine) pour exprimer leur respect envers les héros. La forme la plus courante est le portique commémoratif, témoignage des liens émotionnels des habitants de Huizhou.
Ce village a servi de décor au tournage de films (Judou).